# Seegefelder Straße 33 (Dallgow-Döberitz)

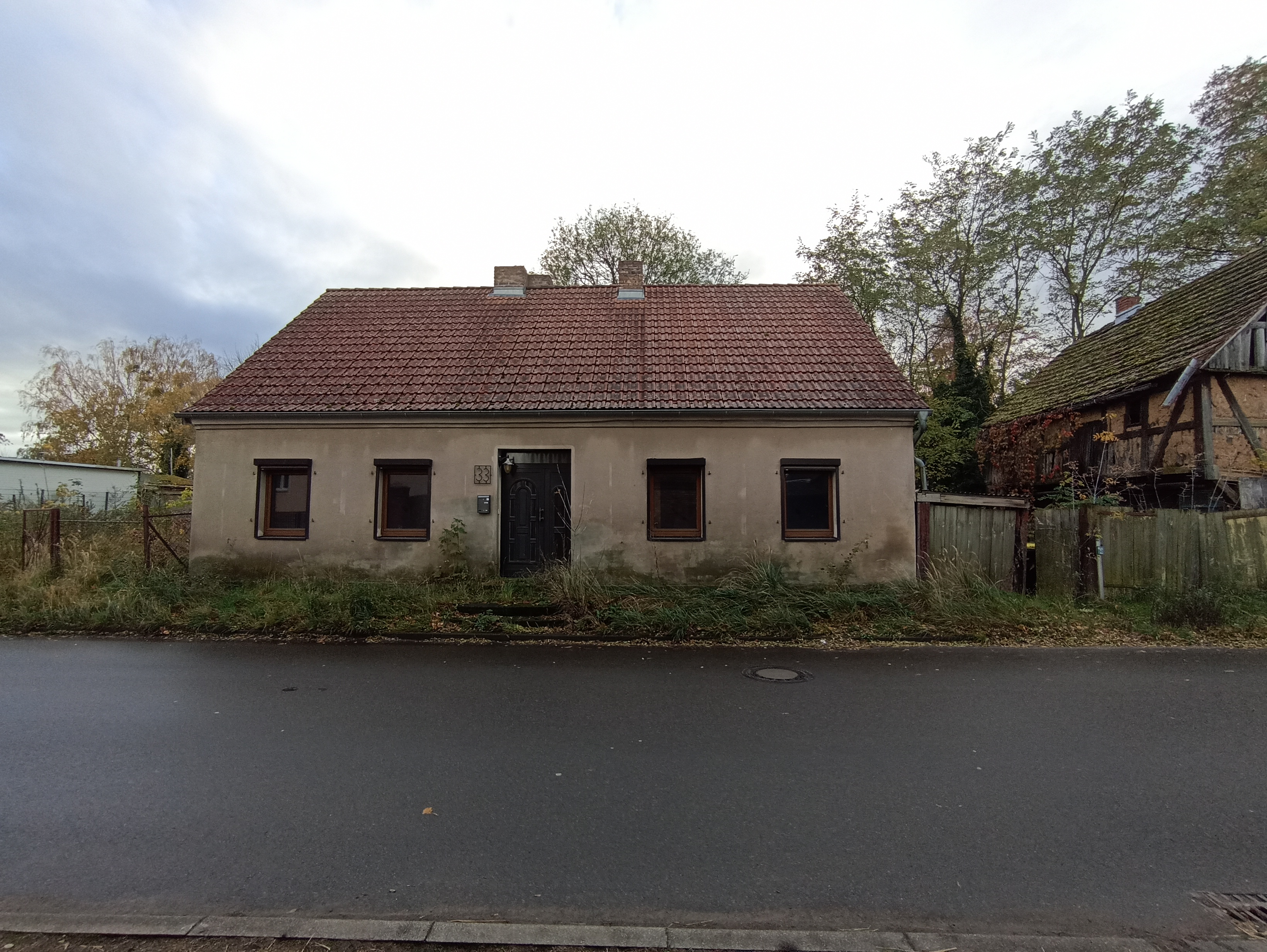
Wohnhaus Seegefelder Straße 33, einen Teil des denkmalgeschützten Wirtschaftsgebäudes kann man am rechten Bildrand erahnen.

Das Wirtschaftsgebäude in der Seegefelder Straße 33 in der Gemeinde Dallgow-Döberitz ist ein Baudenkmal im Landkreis Havelland im Land Brandenburg. Das Gebäude befindet sich im Nordosten der Gemeinde nahe der Grenze zum Falkenseer Ortsteil Seegefeld in unmittelbarer Nähe zur Dorfkirche Dallgow. Das in Fachwerkbauweise errichtete Gebäude ist mit Lehm ausgefacht und trägt ein Satteldach, dessen Giebel zur Straße ausgerichtet ist. Das zweigeschossige Bauwerk wurde durch das Landesdenkmalamt Brandenburg mit Bekanntmachung vom 21. März 2022 unter Denkmalschutz gestellt, die Bekanntmachung wurde am 13. April 2022 im Amtsblatt des Landes Brandenburg veröffentlicht.